# Resinato di rame
Il resinato di rame è un pigmento pittorico organico, noto già ai Greci, usato nel Medioevo e nel Rinascimento.
Il pigmento, che si otteneva per riscaldamento del verdigris con resine di Pinaceae, è costituito principalmente da sali di rame degli acidi presenti nelle resine delle Pinaceae.
Il pigmento si può alterare in ambiente basico e in presenza di bianco di piombo, talvolta può dare reazioni foto-ossidative scurendo.